# 4815 Anders
A 4815 Anders (ideiglenes jelöléssel 1981 EA28) a Naprendszer kisbolygóövében található aszteroida. Schelte J. Bus fedezte fel 1981. március 2-án.